# Alfadanga
Alfadanga är ett underdistrikt i Bangladesh. Det ligger i den centrala delen av landet, 90 kilometer sydväst om huvudstaden Dhaka.
Trakten runt Alfadanga består till största delen av jordbruksmark. Runt Alfadanga är det tätbefolkat, med 881 invånare per kvadratkilometer.